# 尼羅尖吻鱸
尼羅尖吻鱸（學名：Lates niloticus），俗作尼羅河鱸，是鱸形目的尖嘴鱸科中淡水的一個物種。牠們在衣索比亞界生物地理區广泛分佈，生活于乍德湖、剛果河、尼羅河、塞内加尔河、圖爾卡納湖及其他河川流域，亦曾在埃及馬雷奧蒂斯湖帶微鹹的水中被發現。其俗名包括African snook以及大量在非洲不同語言中的名字。
尼羅河鱸呈銀色，帶淡藍色。牠們有特別黑的眼，外圈呈鮮黃色。牠們是最大淡水魚之一，最長可達近2米，重達200公斤。
成魚可棲息於湖中有充足含氧量的環境，幼魚則被限制在沿岸或有屏障之處。尼羅河鱸是兇猛的掠食者，以魚類（包含自己的同類）、甲殼類和昆蟲為食；幼魚則以浮游動物為食。
尼羅河鱸後傳入很多非洲的湖，包括維多利亞湖。該物種的引進常被當作入侵物種對本土生態影響的負面教材。世界保育組織（IUCN）將尼羅河鱸列入最具危害的世界100大入侵物種之一。
雖為入侵物種，尼羅河鱸仍是很重要的食用魚類，對水產業極為重要。

## 傳入維多利亞湖

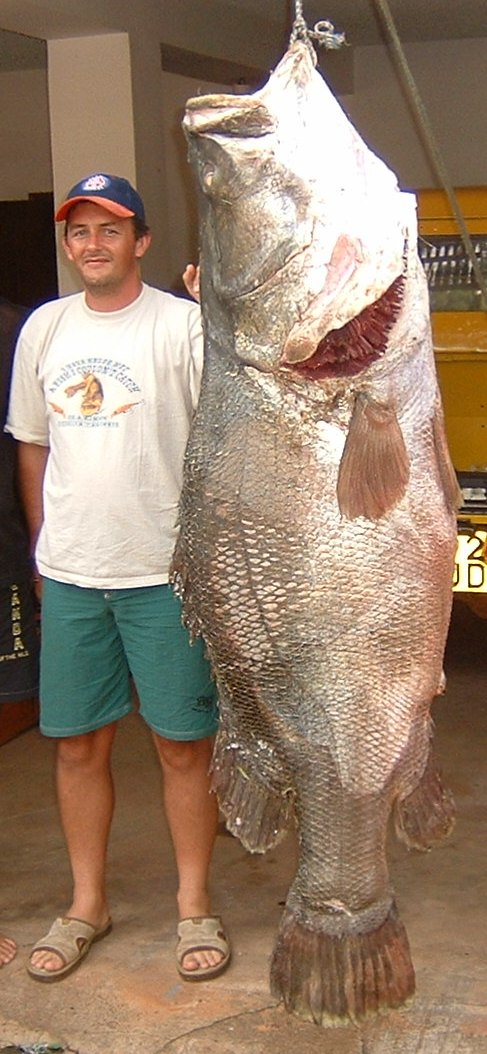
被捕獲的尼羅河鱸

尼羅河鱸在1954年由於經濟（漁業和糧食）上的目的，被宗主國英國引進東非的維多利亞湖。尼羅河鱸的引進造成了維多利亞湖數百種的原生魚類完全滅絕或接近滅絕，約有超過200餘種維多利亞湖的特有魚種由於尼羅河鱸的掠食和競爭而完全野外滅絕，只有少數種類仍飼養在北美和歐洲的水族館，等待未來可能的復育工作。由於過度捕撈，尼羅河鱸的產量也在減少中；這使得部份殘餘的原生魚種得以有喘息的空間。原先尼羅河鱸以原生的慈鯛類為食，但由於食物多樣性的銳減，目前尼羅河鱸主要以小蝦和鯉科小魚為食。
尼羅河鱸的引進雖然為維多利亞湖帶來了生態上的浩劫，但也刺激了當地漁業的發展。在2003年，尼羅河鱸在歐洲市場的銷售產值為1.69億歐元。但漁業未來的展望仍不明朗；1990年代以來，尼羅河鱸的數量和產量由於過度捕撈（與生態系統的全面崩潰）正在逐年減少。另一方面，本土生態系統的改變也對當地的社會經濟造成影響。大規模的捕撈業公司，由於尼羅河鱸的出口賺進數百萬美元；當地原本的傳統漁業，則逐漸沒落或被取代，賣魚所獲得的收入多進了大公司的口袋，當地居民則沒有能力消費他們的漁獲。
奧斯卡金像獎提名的2004年紀錄片《達爾文的夢魘》（Darwin's Nightmare ）探討尼羅河鱸的引進所帶來的破壞，包括由於鱸魚出口從歐洲所購得的武器，加深了當地的衝突和貧困。

## 資料來源
1. ↑  Lipton, David. "Lates niloticus: Information （页面存档备份，存于）". Animal Diversity Web. Ann Arbor: University of Michigan Museum of Zoology, 2003.
2. ↑  IUCN. "Alien Species Invade the Planet 的存檔，存档日期2004-12-11.". Press release, 2001-05-11.
3. ↑  Snoeks, Jos. "Ecology of Lates niloticus （页面存档备份，存于）". Global Invasive Species Database. Updated 2004-09-22.
4. ↑  Socio-economic effects of the evolution of Nile perch fisheries in Lake Victoria: a rewiew. J. Eric Reynolds and D.F. Greboval, CIFA Technical paper 17, FAO 1988, ISBN 92-5-102742-0 (online version （页面存档备份，存于）)
5. ↑  Masciarelli, Alex. “The rise and fall of the Nile Perch.” March 15, 2007.  （页面存档备份，存于）

- Froese, R. & Pauly, D. (eds.) (2004). Lates niloticus. FishBase. Version 2004-10.
- . ITIS.

## 延伸閱讀
- M.L. Bianchini (1995). Species introductions in the aquatic environment: changes in biodiversity and economics of exploitation. Proc. World Fish. Congress (Athens, 1992), 3: 213-222.